# Julian von Haacke
Julian von Haacke (Bréma, 1994. február 14. –) német korosztályos válogatott labdarúgó, aki jelenleg a Werder Bremen játékosa.

## Statisztika
2015. augusztus 28-i  állapot szerint.
| Klub             | Szezon           | Bajnokság | Bajnokság | Kupa  | Kupa | Európa | Európa | Összesen | Összesen |
| Klub             | Szezon           | Mérk.     | Gól       | Mérk. | Gól  | Mérk.  | Gól    | Mérk.    | Gól      |
| ---------------- | ---------------- | --------- | --------- | ----- | ---- | ------ | ------ | -------- | -------- |
| Werder Bremen II | 2013–14          | 27        | 2         | 0     | 0    | –      | –      | 27       | 3        |
| Werder Bremen II | 2014–15          | 5         | 1         | 0     | 0    | –      | –      | 5        | 1        |
| Werder Bremen II | 2015–16          | 6         | 0         | 0     | 0    | –      | –      | 6        | 0        |
| Werder Bremen II | Összesen         | 38        | 4         | 0     | 0    | 0      | 0      | 38       | 4        |
| Werder Bremen    | 2013–14          | 0         | 0         | 0     | 0    | –      | –      | 0        | 0        |
| Werder Bremen    | 2014–15          | 0         | 0         | 0     | 0    | –      | –      | 0        | 0        |
| Werder Bremen    | 2015–16          | 0         | 0         | 0     | 0    | –      | –      | 0        | 0        |
| Werder Bremen    | Összesen         | 0         | 0         | 0     | 0    | 0      | 0      | 0        | 0        |
| Karrier összesen | Karrier összesen | 38        | 4         | 0     | 0    | 0      | 0      | 38       | 4        |

## Sikerei, díjai
- Werder Bremen II
  - Regionalliga Nord: 2014-2015